# Circuito urbano de Sanya
El Circuito urbano de Sanya, o de Haitang Bay es un circuito creado para albergar el e-Prix de Sanya, de Formula E, fue el segundo circuito ubicado en China utilizado para esta categoría, después del circuito urbano de Beijing, se ubica en Haitang Bay, muy cerca del Atlantis Sanya. Solo recibió una edición, porque las 2 siguientes se cancelaron debido a la pandemia de COVID 19, pero se espera que para 2022 se reincorpore al calendario.

## Resultados
| Temporada | Ganador          | Equipo       | Resultados |
| --------- | ---------------- | ------------ | ---------- |
| 2018-19   | Jean-Éric Vergne | DS Techeetah | Resultados |